# Scholars Peak
Der Scholars Peak (englisch für Gelehrtengipfel) ist ein 750 m hoher Berg im ostantarktischen Viktorialand. In der Nordwand des Taylor Valley und damit am südwestlichen Ende des Tarn Valley ragt er 800 m westlich des Mount Falconer auf.
Das New Zealand Geographic Board benannte ihn 1998 in Anlehnung an die diversen Tarns in der Umgebung des Bergs, die nach bekannten Universitäten benannte sind.